# Croix pattée

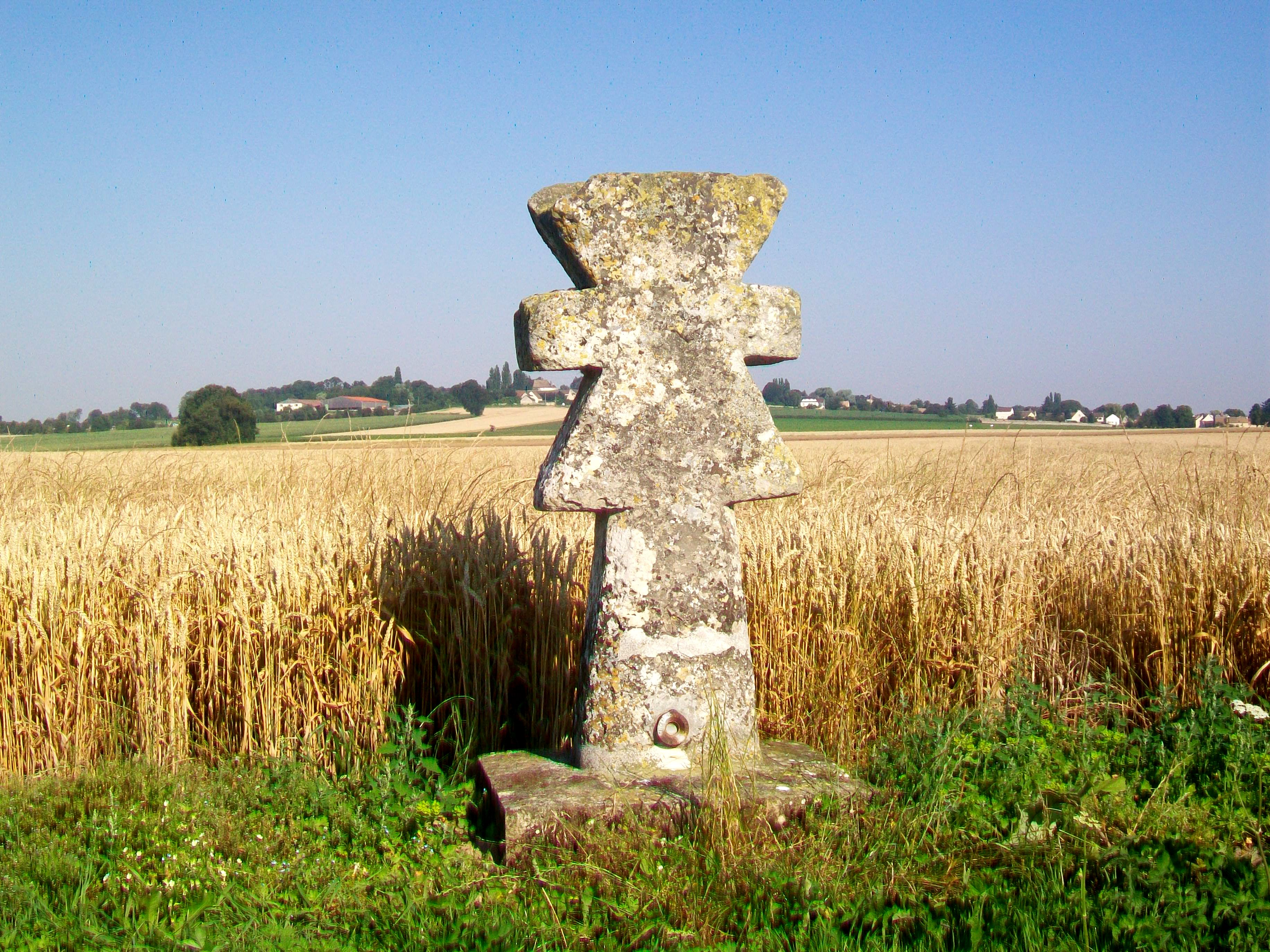
Croix pattée de Guiry-en-Vexin (95).

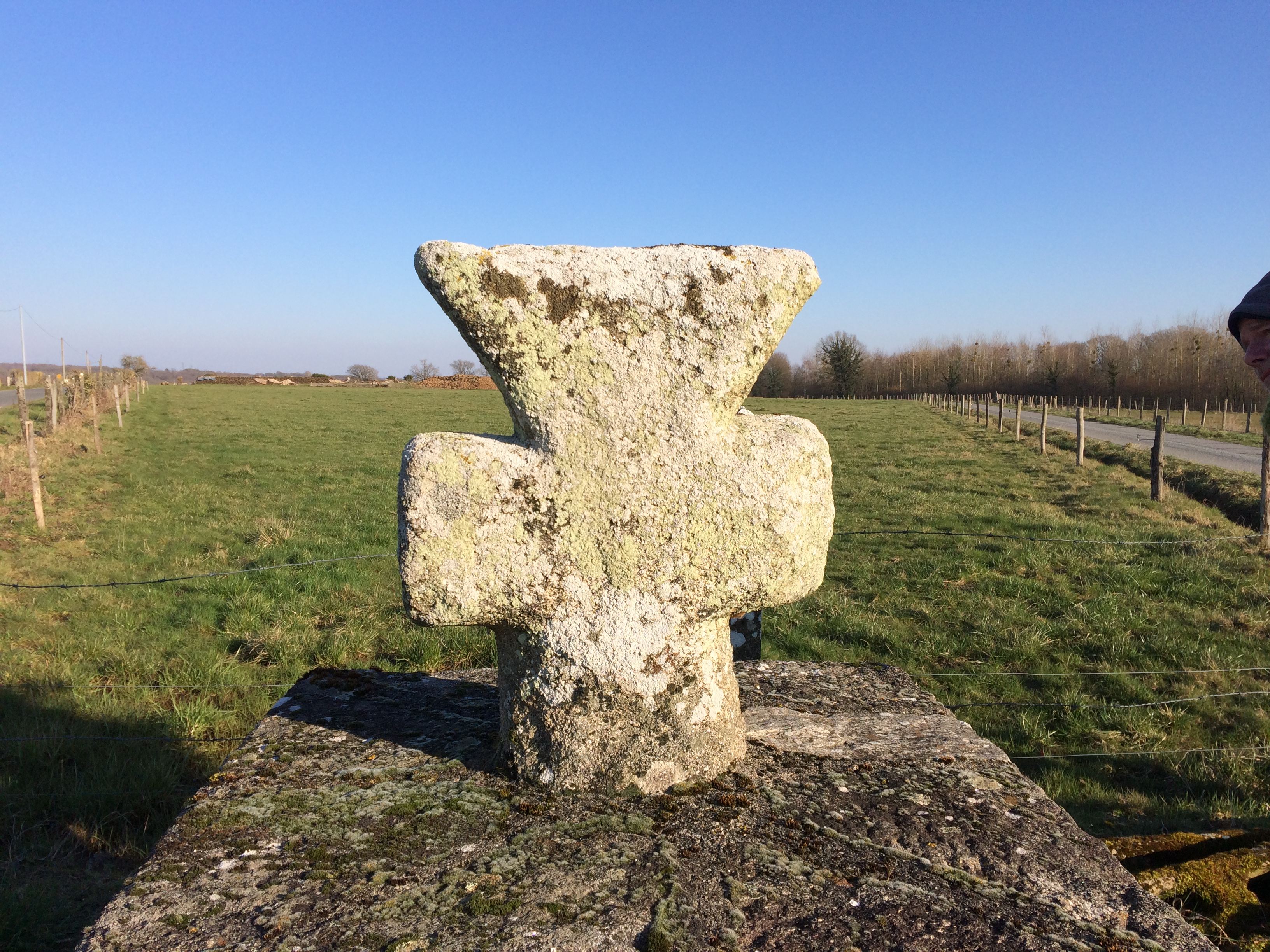
Croix pattée dite croix de Bost à la Journalière à Crozant (23).

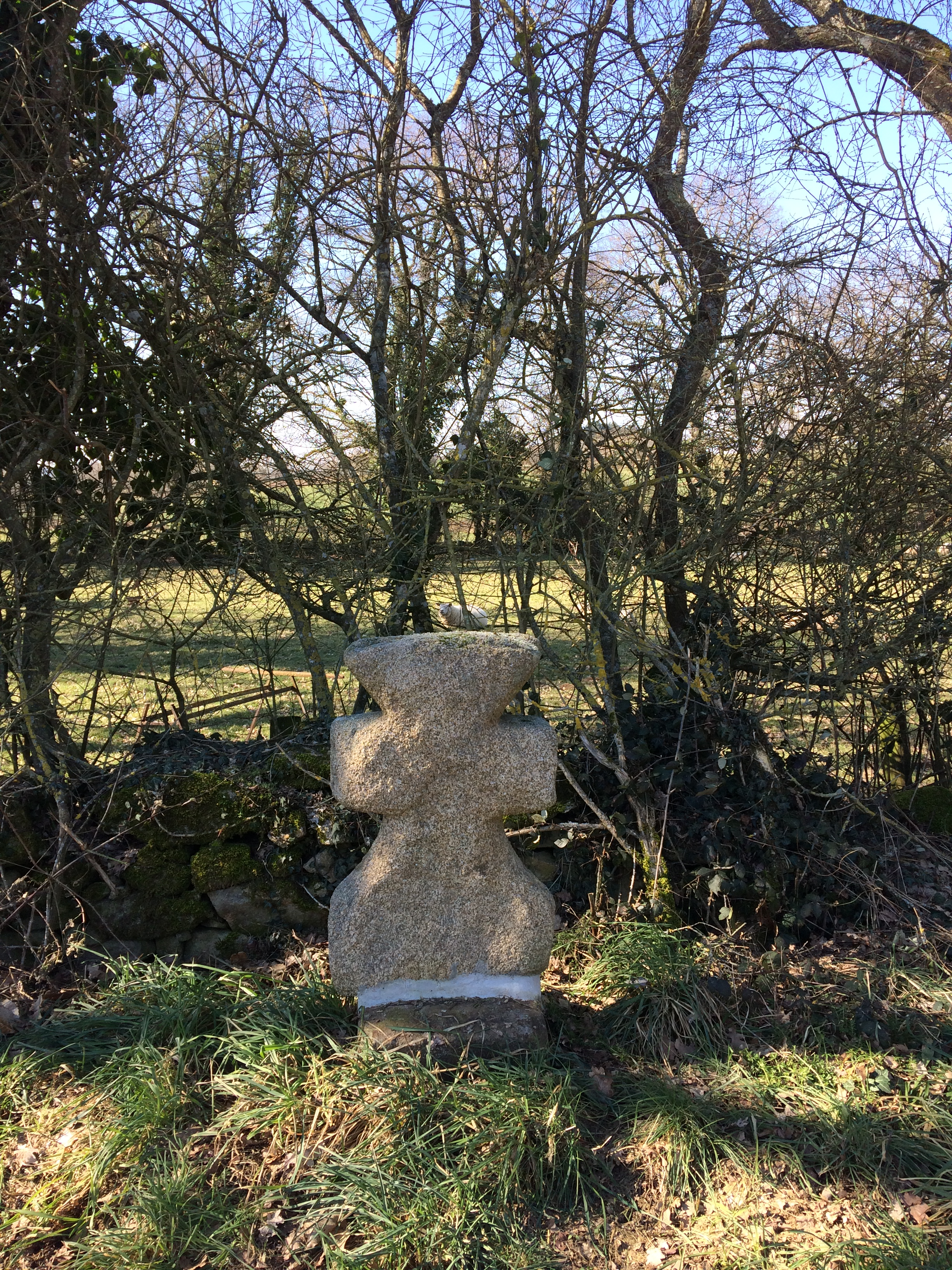
Croix pattée du Pré Carré à Crozant (23).

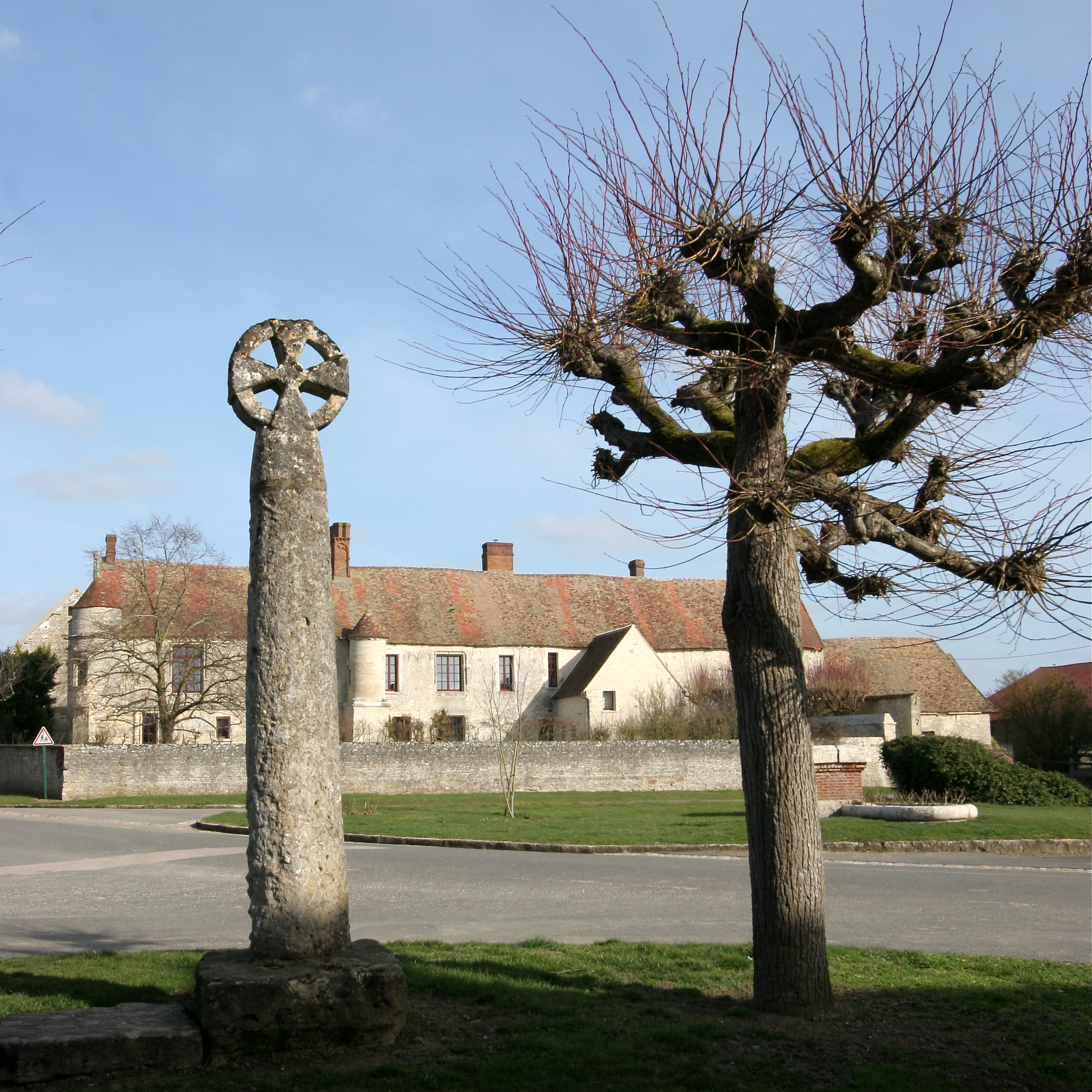
Croix pattée dite croix fromage à Omerville (95).

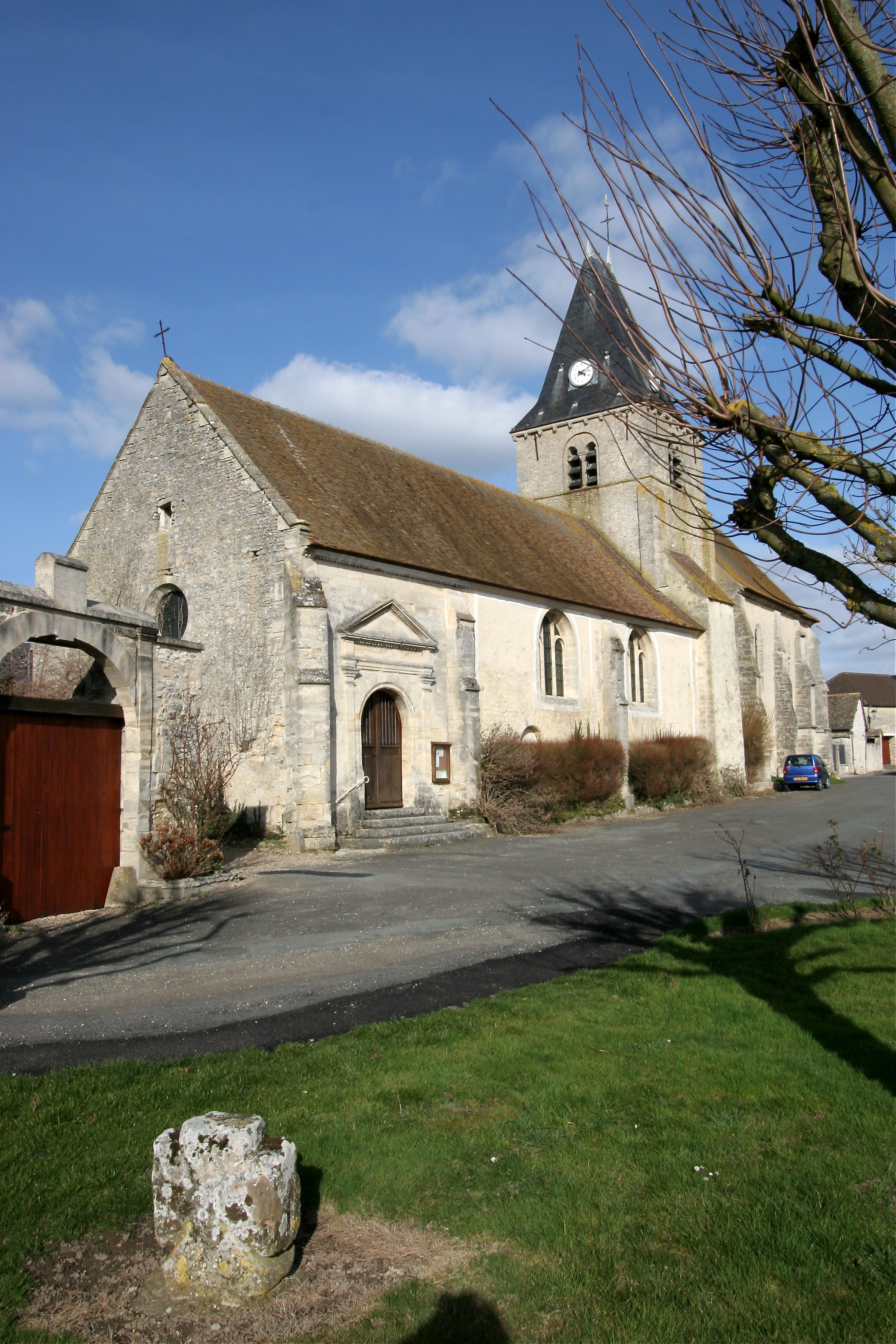
Croix pattée devant l'église Saint-Martin à Omerville (95).

Une croix pattée est un type de croix chrétienne dont les branches sont étroites au niveau du centre et larges à la périphérie, le nom venant du fait que ces branches font penser à des pattes d’animaux. Il existe plusieurs variantes de croix pattée.

## Description
En héraldique, la croix pattée a été utilisée par les chevaliers teutoniques (leur emblème était une croix pattée noire sur fond blanc) et plus tard, elle fut associée à la Prusse ainsi qu'à l'Empire allemand de 1871 à 1918 bien qu'elle fût encore en usage après 1918 par les militaires allemands. La décoration allemande appelée « croix de fer », en vigueur de manière discontinue entre 1813 et 1945, utilise une croix de cette forme, accrochée à un ruban. Une version de la croix pattée est employée comme emblème par l'armée allemande (Bundeswehr) depuis 1955 et est peinte sur ses véhicules, avions, etc.
Une croix pattée rouge sur fond blanc fut également l'emblème des chevaliers templiers.
La croix pattée est emblématique du Vexin dans lequel on retrouve de nombreuses bornes (croix de carrefour) et croix monumentales sous cette forme.
À la limite de la Creuse et de l'Indre, sur un rayon de 10 km autour de Crozant, on trouve une cinquantaine de croix pattées qui sont généralement des croix de carrefour de petite taille, réalisées en granite et de facture assez grossière, à l'origine posées à même le sol. Elles remontent probablement au Haut Moyen Âge. Leur unité géographique et de style les a fait nommer croix type Crozant.
On trouve également des croix pattées en arkose des carrières de Moissey dans le massif de la Serre aux intersections des sommières forestières, non sans rappeler que la Franche-Comté fut sous la domination des Habsbourg au XVIe siècle.
En Bretagne, on trouve de larges croix pattées aux extrémités arrondies fondues avec une croix grecque étroite dont les extrémités dépassent, dans les anciens pays historiques de Redon et de Carentoir.
Elle peut être utilisée sur une carte pour localiser un site chrétien.

Avec les bras de forme concave, appelée aussi « croix de fer ».
Avec des bras droits en partant du centre, puis se courbant concavement, nommée « affinée ».
Avec une légère courbure.
Avec des bras triangulaires qui se referment sur eux-mêmes.
Avec des bras terminés par une partie courbée et convexe, appelée aussi croix pattée alésée arrondie.
Avec un pied (ou en forme d'épée), appelée « croix pattée fichée »